# هنري هاميلتون بيلي
كان هنري هاميلتون بيلي (1 أكتوبر 1894 - 25 مارس 1961) جراحًا بريطانيًا. أصبح بيلي أحد أكثر مؤلفي كتب الجراحة تأثيرًا في القرن العشرين. خلال معظم حياته العملية، أسقط اسمه الأول، وأصبح هاميلتون بيلي. كان رائداً في استخدام الرسوم التوضيحية والصور في الكتب المدرسية الجراحية. 
كان هنري هاميلتون بيلي (1 أكتوبر 1894 - 25 مارس 1961)  جراحًا بريطانيًا. أصبح بيلي أحد أكثر مؤلفي كتب الجراحة تأثيرًا في القرن العشرين. خلال معظم حياته العملية ، أسقط اسمه الأول، وأصبح هاميلتون بيلي . كان رائدا في استخدام الرسوم التوضيحية والصور في الكتب المدرسية للجراحية. 

## حياته
ولد هاملتون لمبشر طبي. كان لديه أخ توفي عن عمر يناهز يومين بعد الولادة، وأخت أُدخلت إلى المستشفى مصابة بالفصام عن عمر يناهز 18 عامًا. 
كطالب في السنة الرابعة في الطب عام 1914 ، تطوع كجزء من الوحدة البلجيكية الأولى للصليب الأحمر البريطاني. في نفس العام ، تم أسره وجعله أسير حرب . وكأسير حرب ، حُكم عليه بالإعدام بتهمة التخريب المشتبه به ، ولكن بعد تدخل أمريكي أطلق سراحه من قبل الألمان إلى جانب طاقم طبي وتمريضي آخر. بعد ذلك (25 أغسطس 1916)  أصبح جراحًا مؤقتًا في البحرية الملكية
بعد الحرب ، أثناء عمله كمسجل جراحي، أصيب بعدوى بعد إصابته في إصبعه أثناء إجراء الجراح ، مما أدى في النهاية إلى بتر إصبعه الأيسر؛ يمكن ملاحظة ذلك في الرسوم التوضيحية لبعض كتبه (الشكل 137 الذي يظهر فيه الجس النمائي للطحال يعطي توجهاً واضحاً). كان أول منصب مستقل له كجراح في مستشفى دودلي رود ، برمنغهام (1926)، حيث تم التقاط العديد من الصور التي توضح كتابه الأول. غادر في عام 1930 ، وسرعان ما انضم إلى طاقم مستشفى رويال نورثرن في لندن. كان أيضًا أستاذًا هنتريًا في الكلية الملكية للجراحين ونائب رئيس الكلية الدولية للجراحين .
تزوج عام 1925 من المصورة فيرا جيلندر، التي تعاونت معه في إنتاج صور لكتبه. أنجب هاميلتون وفيرا ابنًا واحدًا توفي عن عمر يناهز 15 عامًا في حادث سكة حديد  أثناء عودته من الإخلاء في شمال إنجلترا.
تم سجن هاملتون لمدة ثلاث سنوات في عام 1949 بسبب حالته العقلية تشمل الهوس والبارانويا ، والتي تم علاجها في النهاية بنجاح باستخدام العلاج بالليثيوم .
توفي بسبب انسداد معوي (أو مضاعفات جراحية لاحقة) نتيجة لسرطان القولون ، في 25 مارس 1961 في ملقة.

## منشورات مختارة
- مظاهرات للعلامات الجسدية في الجراحة السريرية (1927) ؛ [7] بعد ذلك من خلال العديد من الطبعات ، واستمرار عرض هاميلتون بيلي للعلامات الجسدية في الجراحة السريرية ، حتى الطبعة الثامنة عشر. في عام 1997 بواسطة John SP Lumley. من المتوقع إصدار 19 إصدارًا في أواخر عام 2015 (بواسطة. John SP Lumley و Anil K. D'Cruz).
- الخراجات الخيشومية ومقالات أخرى حول موضوعات جراحية في منطقة عنق الرحم (1929).
- جراحة الطوارئ (1930-1)
- ممارسة قصيرة للجراحة (1932)
- جراحة الممرضات (1933)
- التطورات الحديثة في جراحة الجهاز البولي التناسلي (1936)
- أمراض الخصية (1936)
- الجراحة السريرية لممارسي طب الأسنان (1937)
- جراحة الحرب الحديثة (1940). تم شراء طبعة كاملة لاحقة من قبل القوات المسلحة الأمريكية لتوزيعها على مؤسستهم الطبية. [8]

## روابط خارجية
- سيرة الكلية الملكية للجراحين